# St. Johannes der Täufer (Ilsenbach)
Die Kirche St. Johannes der Täufer in Ilsenbach geht auf eine mittelalterliche Gründung im 10. Jahrhundert zurück.
Sie steht unter Denkmalschutz.

## Geographische Lage
Die Kirche liegt am Nordrand von Ilsenbach.
Sie befindet sich auf der Südwestspitze einer kleinen Erhebung.
Diese Erhebung bildet ein leicht nach Nordosten geneigtes Oval von etwa 125 m Länge und 50 m Breite.
Die Kirche liegt mitten im Friedhof von Ilsenbach.

## Kirchengebäude
Die Grundmauern der Kirche und das Fundament des Turmes stammen aus romanischer Zeit.
An der Ostseite des Turmes ist noch ein romanisches Schlitzfenster erhalten.
Die Kirche wurde im 10. Jahrhundert als Wehrkirche mit hoher Ringmauer und Turm erbaut.
Im Turm befindet sich eine Glocke aus dem 13. Jahrhundert,
Nahe der Kirche wurde ein Grabstein aus dem 13. Jahrhundert gefunden, der nun an der westlichen Kirchenmauer aufgestellt ist.
In der Kirche befindet sich ein Messkelch aus der Zeit um 1550.
Die Sakristeitüre stammt aus der Zeit um 1600.

## Geschichte der Pfarrei und Kirche Ilsenbach

### 10. bis 16. Jahrhundert
Nach mündlichen Überlieferungen wurde um das Jahr 960 in Ilsenbach ein Taufkapelle St. Johannes Baptist errichtet.
Im Zuge der Missionierung des Landes hat es hier wahrscheinlich Erwachsenentaufen gegeben.
Ilsenbach war im Jahr 1000 eine katholische Pfarrei mit Pfarrsitz und Pfarrer.
1261 wird eine romanische Pfarrkirche St. Johann Baptist genannt, die 1326 als zum Dekanat Altenstadt gehörig bezeichnet wird.
Das Kloster Waldsassen hatte zu dieser Zeit das Patronatsrecht für Ilsenbach.
Aus der Zeit um 1300 bis 1350 stammt die älteste Glocke von Ilsenbach.
1308 wird ein Herr Ulrich als Pfarrer von Ilsenbach genannt.
1332 wird eine Kirche in Ilsenbach erwähnt.
Im Regensburger Diöziansmatrikel wird Ilsenbach 1433 als eigenständige Pfarrei mit Pfarrer aufgeführt.
Um 1500 wurde die heute (2019) noch bestehende südöstliche Friedhofsmauer in Ilsenbach errichtet.
1514 wird der Pfarrer Aegid Hagn in Ilsenbach erwähnt.
Er hatte keinen Großzehent.
Der Kleinzehent wurde mit 4 Gulden im Jahr verzeichnet und sein gesamtes Jahreseinkommen mit 12 Gulden.
1516 gehörten zur Pfarrei Ilsenbach Botzersreuth, Kronmühle und Oberndorf.
1550 wurde Ilsenbach wegen der Reformation protestantisch.
Mit Johann Jann bekam Ilsenbach 1570 seinen ersten protestantischen Prediger.

### 17. bis 18. Jahrhundert
1605 war Johann Löb protestantischer Pfarrer in Ilsenbach.
1624 begann die Gegenreformation in Ilsenbach und Fürst Lobkowitz erhielt das Patronatsrecht über die Pfarrei Alt-Neustadt mit Ilsenbach.
1628 bekam Ilsenbach wieder einen katholischen Pfarrer.
1629 half besonders der Jesuitenpaters Kling bei der Rekatholisierung von Ilsenbach.
Im Salbuch von 1631 werden als Eigentum der Kirche in Ilsenbach aufgezählt 2 Altäre, 2 Glocken und ein an der Wand befestigter Leuchter.
1653 gehörten zur Kirche von Ilsenbach im Friedhof 1 Beinhäuslein, 1 Kirchengütlein, 2 Bilder, St. Johannes Baptist und St. Johannes Evangelist, 1 Beichtstuhl, 1 Heiliges Grab für den Karfreitag, 1 Bahrtuch, 1 Sanduhr auf dem Predigtstuhl, 1 Gitter vor dem Altar.
1656 war die Kirche in Ilsenbach eine Simultankirche, d. h. sie wurde gleichzeitig von Protestanten und Katholiken genutzt.
1660 war die Gegenreformation in Ilsenbach beendet und Ilsenbach war wieder katholisch.
Die Diözesansmatrikel Regensburg erwähnte 1665 in Ilsenbach eine Michaelskapelle und 1666, dass Ilsenbach mit der Pfarrei Altenstadt vereinigt sei.
Der heutige Hochaltar wurde um 1670 in der Kirche von Ilsenbach aufgestellt.
Zu dieser Zeit waren die Mesner von Ilsenbach und St. Quirin gleichzeitig Schulmeister.
Sie unterrichteten die Kinder im Rechnen, Lesen und Schreiben.
Im 17. Jahrhundert wurde der Turm der Kirche von Ilsenbach gebaut.
Er bekam eine Glockenstube mit Achteckspitzdach.
Der Marienaltar kam um 1720 in die Kirche von Ilsenbach.

### 19. Jahrhundert bis Gegenwart
1823 verhinderte Pfarrer Lintl von Altenstadt einen Plan des Landgerichts Neustadt, die Kirche in Ilsenbach abzutragen.
1855 wurde für die Kirche in Ilsenbach eine neue Orgel angeschafft, die 1940 wieder entfernt wurde.
1917 musste Ilsenbach eine Kirchenglocke als Kriegsmaterial abliefern.
Zwei neue Glocken wurden im Jahr 1921 von Karl Hamm in Regensburg gegossen,
Sie sind 2 und 3 Zentner schwer und St. Johannes und der Gottesmutter Maria geweiht.
1929 wurde Ilsenbach von Altenstadt nach Neustadt umgepfarrt und 1940 von Neustadt nach Püchersreuth.
Bei der Umpfarrung versprach der damalige Pfarrer von Püchersreuth, Josef Zehent, jeweils am Stefanifest, am Ostermontag, an Johanni und an Allerseelen in Ilsenbach einen Gottesdienst zu halten.
Die Wallfahrt nach St. Quirin wurde 1933 von den Nationalsozialisten verboten.
Im Jahr 2011 wurde aus der Pfarrei Püchersreuth, zu der Ilsenbach gehörte, und der Pfarrei Wurz zusammen mit dem Benefizium St. Erhard Wildenau eine Pfarreiengemeinschaft gebildet.
Pfarrer Manfred Wundlechner aus Püchersreuth übernahm die Betreuung dieses neuen Gebildes.
Die Pfarrei Neuhaus, die bisher mit der Pfarrei Wurz eine Seelsorgeeinheit gebildet hatte, wurde der Pfarreiengemeinschaft mit Windischeschenbach angeschlossen.